# Abdelwahab Meddeb

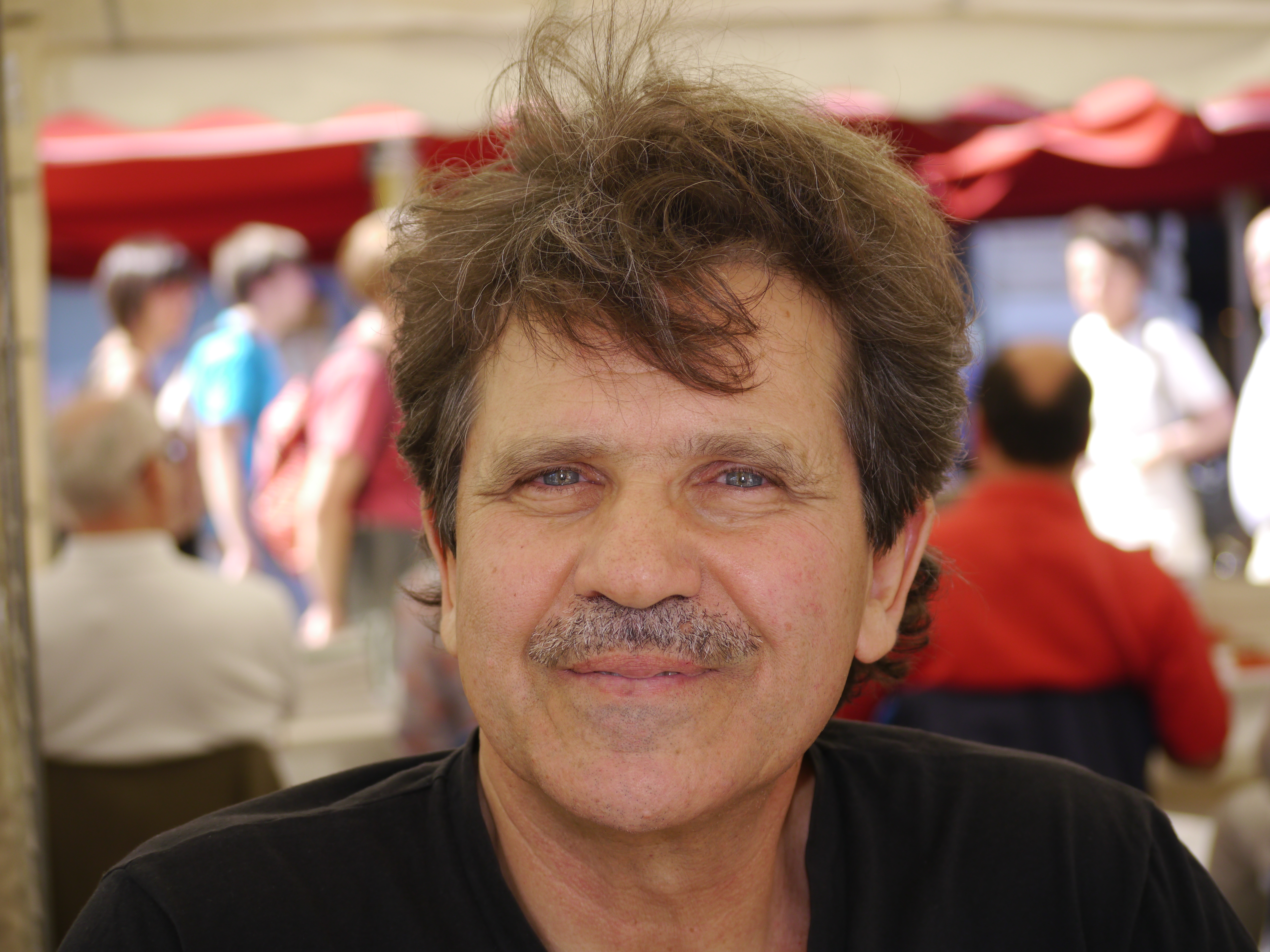
Abdelwahab Meddeb (2011)

Abdelwahab Meddeb, arabisch عبد الوهاب المدب, DMG ʿAbd al-Wahhāb al-Madabb, (* 17. Januar 1946 in Tunis; † 6. November 2014 in Paris) war ein tunesisch-französischer Autor und muslimischer Islamkritiker. Er lebte in Paris und in Spanien.
Meddeb, Sohn eines alim, eines hohen Theologen der im 9. Jahrhundert gegründeten islamischen Zitouna-Universität, wanderte in jungen Jahren von Tunesien nach Frankreich ein. Dort studierte er Literatur- und Kunstgeschichte an den Universitäten von Paris und Aix-Marseille. Danach fand er Beschäftigung als Lektor im Verlag Editions du Seuil. Er gründete eine internationale Zeitschrift namens „Dédale“ (Dädalus). Eine Professur in Vergleichender Literaturwissenschaft an der Universität Paris X lehnte er ab. Von 1974 bis 1988 betreute er bei den Editions Sindbad eine eigene belletristische Reihe. Zuletzt war er Gastdozent an verschiedenen Universitäten, u. a. von Yale und Genf. Meddeb war Mitarbeiter der Sendung „Cultures d’islam“ des Radiosenders „France Culture“. Im deutschsprachigen Raum wurde Meddeb 2002 bekannt durch seine Streitschrift Die Krankheit des Islam. Meddeb starb im November 2014 im Alter von 68 Jahren in Paris an den Folgen einer Krebserkrankung.

## Transkulturalität und Islamkritik
Meddeb war besonders aufmerksam für das, was er seine „doppelte Herkunft“ als Europäer und Muslim, Franzose und Araber nennt. Außer den räumlichen überschritt er auch die Grenzen der Zeitgebundenheit. In seiner Arbeit griff er zurück auf die vorsokratische Philosophie, auf den Sufismus, auf arabische, persische und europäische Dichter des Mittelalters und der Renaissance sowie auf Klassiker aus China und Japan. Einen besonderen Stellenwert hatten für ihn die Schriften von Ibn Arabî, Averroes, Dante, Nietzsche und Thomas Mann.
Meddeb war stark an aktuellen zeitgeschichtlichen Ereignissen interessiert. Nach den Terroranschlägen am 11. September 2001 vertiefte er sich in Fragen des Multikulturalismus, der Integration und des Islamismus. Ausfluss dessen ist sein Buch La maladie de l’Islam (deutsch: „Die Krankheit des Islam“, 2002), für das er den Literaturpreis „François Mauriac“ erhielt und das innerhalb der islamischen Welt, aber auch in Europa heftige Debatten auslöste. 2007 wurde ihm der „Prix international de francophonie Benjamin Fondane“ für sein Buch „Contre-prêches“, „Zwischen Europa und Islam (115 Gegenpredigten)“ (2007) verliehen. Auf Deutsch erschienen seine Romane „Talismano“ (1993) und „Aya“ (1998).
Nach der von konservativen Muslimen als Provokation empfundenen Vorlesung Papst Benedikts XVI. an der Universität Regensburg am 12. September 2006 stellte sich Meddeb trotz inhaltlicher Kritik vor den Papst: „Er darf keinesfalls den Disput abmildern und sich einschüchtern lassen. Er hat sich bereits zu sehr entschuldigt.“ Meddeb befürwortete den Beitritt der Türkei zur Europäischen Union und war überzeugt, dass ein demokratischer Islam genauso möglich sei wie ein demokratisches Christentum.

## Werke (Auswahl)
Bücher
- Zwischen Europa und Islam. 115 Gegenpredigten (März 2003 – Januar 2006)  (Originaltitel: Contre-prêches, übersetzt von Rainer G. Schmidt), Wunderhorn, Heidelberg 2007, ISBN 978-3-88423-288-0.
- Ibn Arabis Grab (Gedichte), Heidelberg 2004, Verlag Wunderhorn
- Die Krankheit des Islam, Wunderhorn, Heidelberg 2002, ISBN 3-88423-201-0; als Union-TB 396, Zürich 2007, ISBN 978-3-293-20396-9.
- Aya (Roman). (Originaltitel: Phantasia). Heidelberg 1998, Verlag Wunderhorn, ISBN 3-88423-136-7.
- Talismano (Roman). (Originaltitel: Talismano). Heidelberg 1993, Verlag Wunderhorn, ISBN 3-88423-087-5.